# Alitování
Alitování je nasycování povrchu oceli hliníkem. Součásti se vkládají do směsi práškového hliníku s práškovým železem a žíhají při teplotě 1050 °C po dobu 4 až 10 hodin. Takovýto povrch je odolný proti okysličování za vysokých teplot.